# Лиутгард фон Бургхаузен
Лиутгард фон Бургхаузен (на немски: Liutgard von Burghausen; † 24 февруари 1195) от странична линия на род Зигхардинги, е графиня от Бургхаузен и чрез женитба графиня на Боген и Виндберг.

## Произход
Тя е малката дъщеря на граф Гебхард I фон Бургхаузен († 1163) и съпругата му маркграфиня София фон Ветин-Майсен († сл. 1190), дъщеря на маркграф Конрад I фон Майсен († 1157) и графиня Луитгардис фон Равенщайн († 1146), дъщеря на граф Адалберт фон Равенщайн († ок. 1121) и Бертрада (Берта) фон Бол от фамилията Хоенщауфен († сл. 1120/пр. 1142), сестра на крал Конрад III († 1152), дъщеря на император Хайнрих IV († 1106).

## Фамилия
Лиутгард фон Бургхаузен се омъжва ок. 1164 г. за граф Бертолд II фон Боген († 21 март 1167) от странична линия от династията Бабенберги, син и наследник на граф Алберт II фон Боген († 1146) и втората му съпруга графиня Хедвиг (Хадвиг) фон Виндберг († 1162). Тя е втората му съпруга. Те имат две деца:
- Адалберт III фон Боген/IV (* 11 юли 1165; † 20 декември 1197), граф на Боген-Виндберг (1197), женен 1184 г. за принцеса Людмила Бохемска (* 1170; † 4 август 1240), дъщеря на бохемския херцог Фредерик († 1189) и Елизабет/Ержебет от Унгария († сл. 1190), дъщеря на крал Геза II († 1162)
- Хедвиг († 13 юни сл. 1188), омъжена за граф Екберт I фон Дегендорф и Пернег († 19 януари 1200), син на Улрих III (I) фон Пернег († сл. 1172) и съпругата му графиня Кунигунда фон Формбах-Питен († сл. 1151).